# 僕の太陽
「僕の太陽」（ぼくのたいよう）は、日本の女性アイドルグループ・AKB48の楽曲。楽曲は秋元康により作詞、井上ヨシマサにより作曲されている。2007年8月8日にAKB48のメジャー5作目のシングルとしてデフスターレコーズから発売された。楽曲のセンターポジションは前田敦子が務めた。

## 背景とリリース
2007年のシングル第4弾。
前作の『BINGO!』から3週間後のリリースとなった。前作との間のリリース間隔は、当時としては歴代最短記録である。
楽曲は『ひまわり組 1st Stage「僕の太陽」』で使用されているものである。また、テレビ東京系アニメ『デルトラクエスト』のオープニングテーマおよびNRN系『AKB48 明日までもうちょっと。』エンディングテーマに起用されている。
選抜メンバーの人数は14人。初選抜および選抜復帰のメンバーはゼロ。前作のメンバーのうち、奥真奈美、柏木由紀、平嶋夏海、増田有華の4人が選抜から外れた。それ以外は引き続き選抜入りしている。
楽曲のシングル盤は1種類がリリースされており、仕様が「初回仕様限定盤」と「通常盤」に分けられている。両者はジャケットが異なるほか、前者のみ『デルトラクエスト』のキャラクター絵柄ワイドキャップステッカーが封入されている。
キャッチコピーは、「アキバ48じゃないって、AKB48!」。TVスポットは小嶋陽菜がナレーションを担当した。

## シングル収録曲
| #         | タイトル                       | 作詞      | 作曲         | 編曲         | 時間  |
| --------- | ------------------------------ | --------- | ------------ | ------------ | ----- |
| 1.        | 「僕の太陽」                   | 秋元康    | 井上ヨシマサ | 井上ヨシマサ | 4:54  |
| 2.        | 「未来の果実」                 | 秋元康    | 岡田実音     | 高島智明     | 4:54  |
| 3.        | 「僕の太陽（Instrumental）」   |           | 井上ヨシマサ | 井上ヨシマサ | 4:55  |
| 4.        | 「未来の果実（Instrumental）」 |           | 岡田実音     | 高島智明     | 4:52  |
| 合計時間: | 合計時間:                      | 合計時間: | 合計時間:    | 合計時間:    | 19:35 |

### 僕の太陽
テレビアニメ『デルトラクエスト』2代目オープニングテーマ曲（2007年7月 - 12月放送）。AKB48単独としては初のテレビアニメタイアップで、シングル表題曲としては2020年現在、唯一のテレビアニメ主題歌である。
楽曲のミュージック・ビデオ (MV) は竹久正記が監督を務めている。MVのテーマは「プロム」である。このMVは本楽曲のシングル盤ではなく、次作となるシングル「夕陽を見ているか?」のDVDに収録されている。

### 未来の果実
九州朝日放送（KBC）『水と緑のキャンペーン』の2007年度（第11回）テーマソングとして制作された楽曲。同年8月4日に放送された大型特番『水と緑の物語』では、キャナルシティ博多の特設ステージで本曲と「BINGO!」「僕の太陽」を歌唱。当時梅田彩佳がレギュラー出演していた同局のテレビ番組『アサデス。』でもPRされており、同特番には梅田も出演した。
AKB48の姉妹グループであるJKT48が本楽曲を「Mirai no Kajitsu -Buah Masa Depan-」のタイトルでカヴァーしており、グループのメジャーデビュー・シングル『RIVER』に収録されている。

## 選抜メンバー
- 秋元才加
- 板野友美
- 大島麻衣
- 大島優子
- 小野恵令奈
- 河西智美
- 小嶋陽菜
- 篠田麻里子
- 高橋みなみ
- 中西里菜
- 前田敦子
- 峯岸みなみ
- 宮澤佐江
- 渡辺麻友

## 収録アルバム
- SET LIST〜グレイテストソングス 2006-2007〜
- 0と1の間